# Ciudad Guzmán
Ciudad Guzmán is een stad in de Mexicaanse deelstaat Jalisco. Het is de hoofdstad van de gemeente Zapotlán El Grande en heeft 97.750 inwoners (census 2010).
De stad is de zetel van het rooms-katholieke bisdom Ciudad Guzmán.

## Geschiedenis
Ciudad Guzmán werd gesticht in 1526 op de plaats van de indiaanse stad Zapotlan. De stad werd gesticht door Juan de Padilla maar werd later hernoemd naar de Spaanse conquistador Nuño Beltrán de Guzmán. De aardbeving van 1985 richtte aanzienlijke schade aan in Ciudad Guzmán.

## Geboren
- José Clemente Orozco (1883-1949), kunstschilder
- Juan José Arreola (1918-2001), schrijver
- Consuelo Velázquez (1924-2005), componiste
- Luis Chávez (1996), voetballer

## Galerij

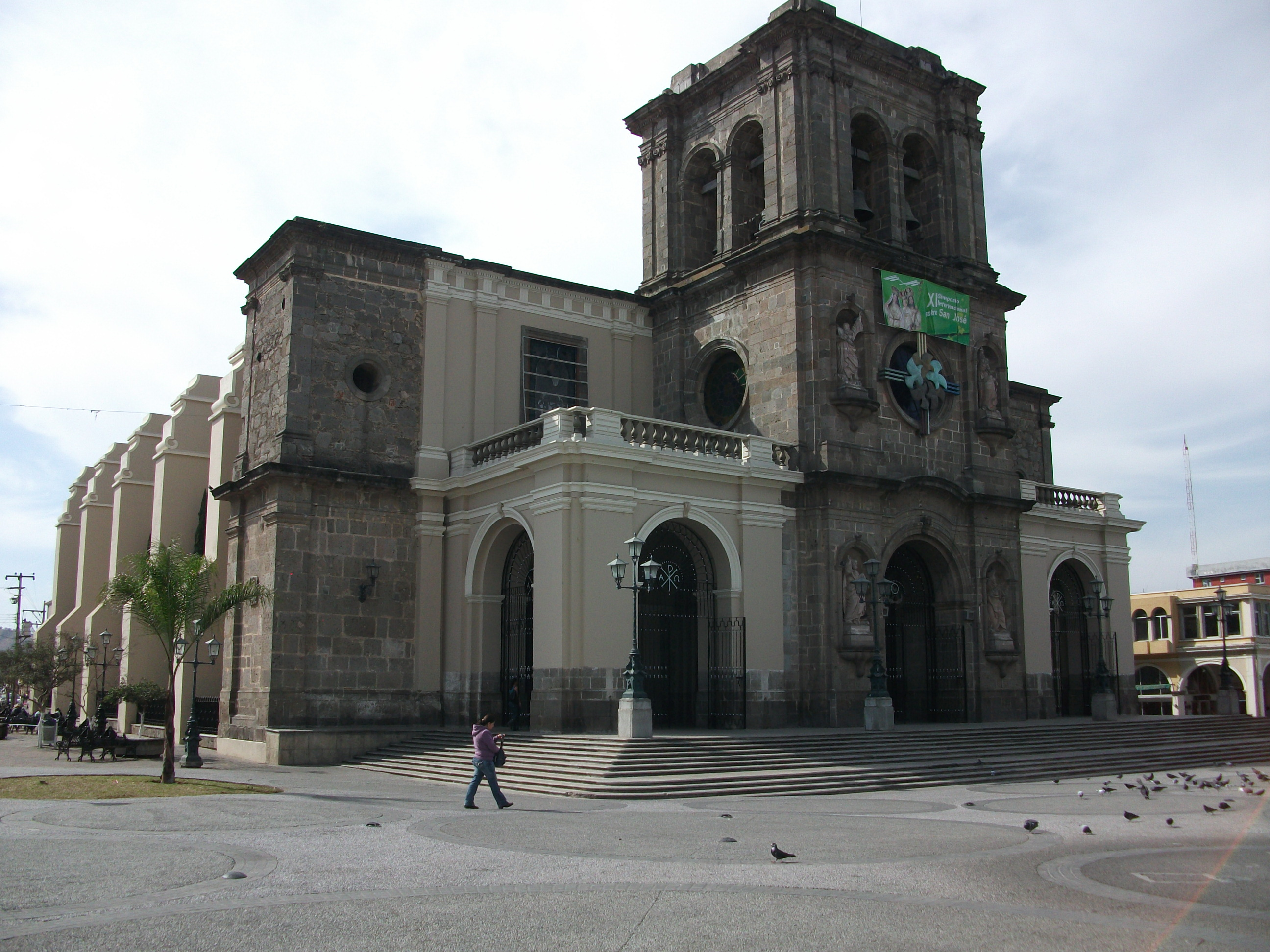
Kathedraal
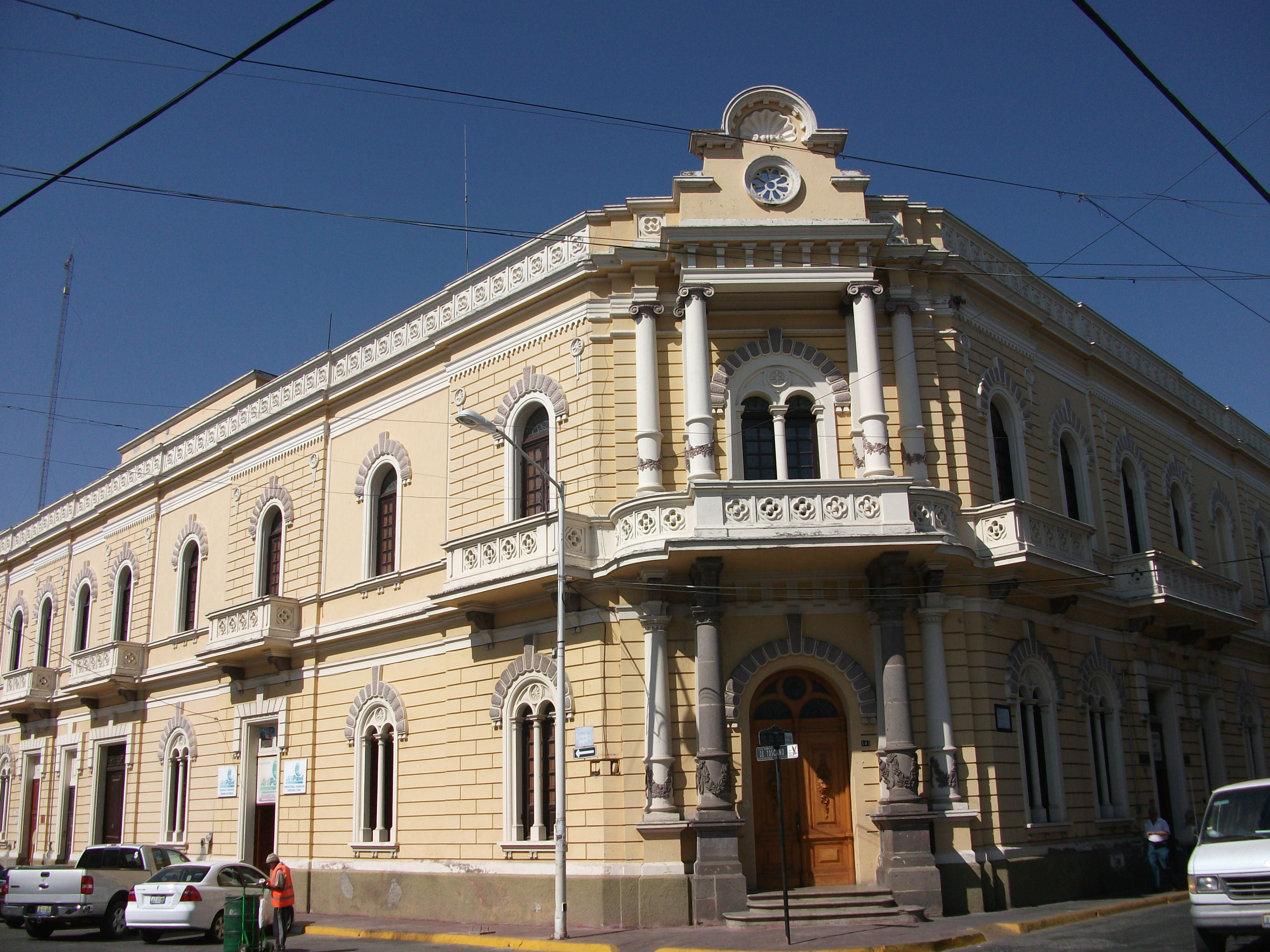
Palacio de los Olotes
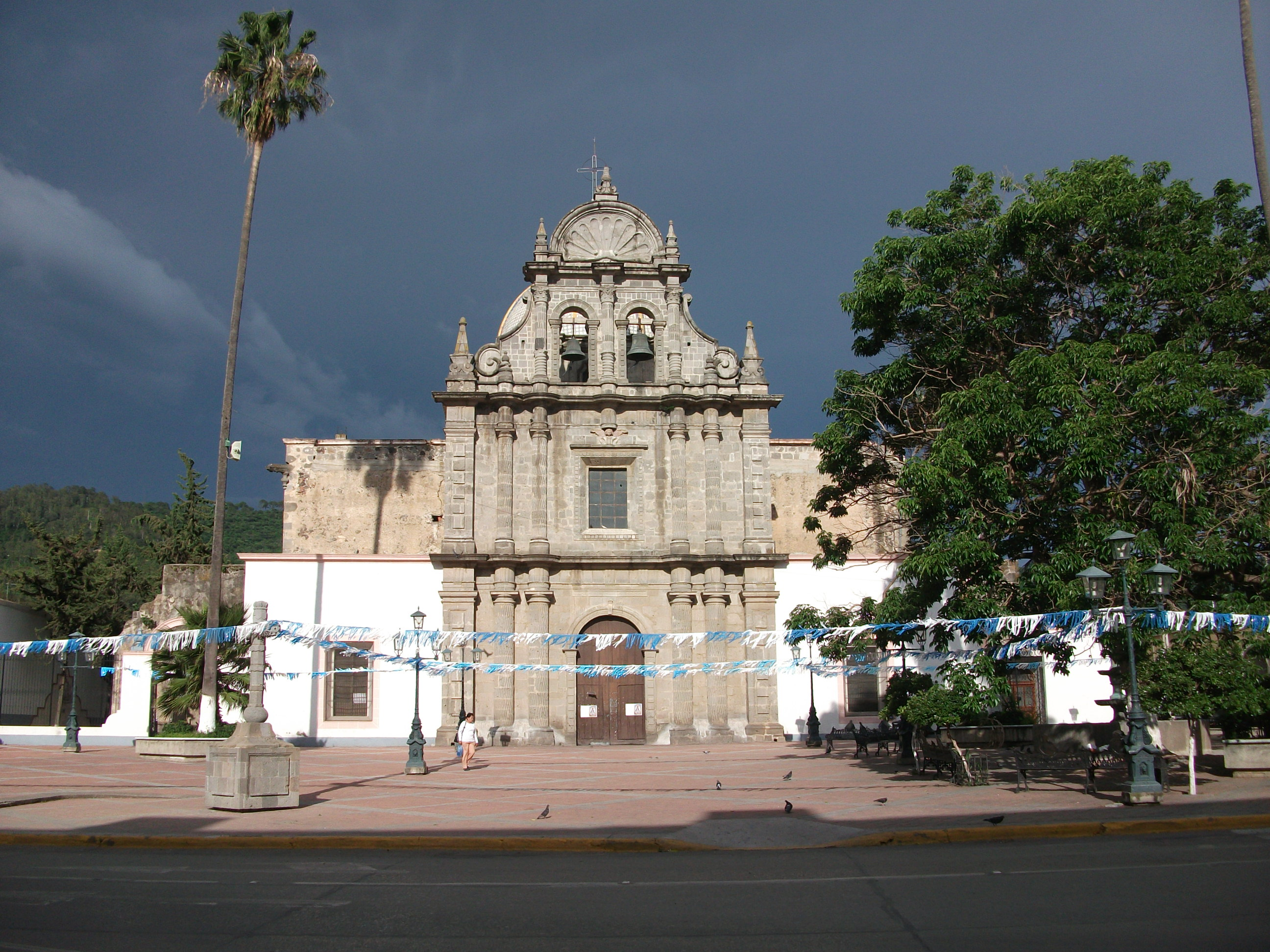
Templo del Sagrario